# 26-й армійський корпус (Російська імперія)
26-й армійський корпус — загальновійськове з'єднання (армійський корпус) Російської імператорської армії, створене 15 серпня 1914 року.

## Склад на час сформування
- 53-тя піхотна дивізія[ru]
- 56-та піхотна дивізія[ru]

## Структура
Корпус входив у різні роки до складу:
- 1-ї армії: 1914 рік
- 8-ї армії: 1914 - 1915
- Російської особливої армії: 1915 рік
- 9-ї армії: 1915 рік

## Командування корпусу

### Командувачі
- 15.08.1914-28.12.1916 — генерал від інфантерії Гернгросс Олександр Олексійович[ru]
- 28.12.1916-06.08.1917 — генерал-лейтенант Міллер Євген Карлович
- 08.1917-09.1917 — генерал-лейтенант Мартинов Олександр Володимирович[ru]
- 07.09.1917-09.09.1917 — генерал-лейтенант Юзефович Яків Давидович[ru]

### Інспектори артилерії
- 15.08.1914 — 29.12.1915 — генерал-майор (з 16.05.1915 генерал-лейтенант) фон Гілленшмідт Олександр Федорович[ru]